# Paaseiland (film)
Paaseiland (Frans: Île de Paques) is een documentaire uit 1935 van de Belgische cineast Henri Storck in samenwerking met de Nederlandse filmer John Fernhout. Het maakt deel uit van een drieluik samen met De Driemaster Mercator en Kaap naar het Zuiden. De film ging in première op 25 mei 1935 in L’Eldorado te Brussel.  

## Verhaal
De film gaat over een reis naar Paaseiland, een toen mysterieus eiland in de Zuidelijke Stille Oceaan. In de beginsequentie wordt er aan de hand van animatie op een wereldkaart en een voice-over geschetst hoe de missie gaat verlopen en wie eraan participeert. Daarna worden er beelden van het eiland getoond en de daar aanwezige massieve sculpturen, maar ook de rotstekeningen en grotten. Verder bevat de film, beelden van het dagelijkse leven van de inwoners, hun traditionele dansen en hun katholieke geloof. Daarnaast wordt er ingegaan op de melaatsen, die afgezonderd op het eiland leven. De film eindigt met bemanning die een kolossale sculptuur aan boord van de Mercator hijsen. 

## Achtergrond expeditie
De Frans-Belgische expeditie was het idee van Paul Rivet, toenmalig directeur van het Musée d'Etnographie du Trocadéro in Parijs.  De missie had als doel een archeologische en etnografische studie van het eiland. De onderzoekers die meereisden waren Henry Lavachery, Charles Watelin, Alfred Métraux en dr. Drapkin. Naast verschillende kleinere voorwerpen, mochten zowel België als Frankrijk één groot beeld meenemen van de Chileense overheid. Dit tegen de zin van de inheemse bevolking. De meegebracht voorwerpen werden ondergebracht in: het Musée de l'Homme te Parijs en in de Koninklijke Musea voor Kunst en Geschiedenis te Brussel. De heenreis van de expeditie werd georganiseerd door Frankrijk met de Rigault de Genouilly en de terugreis zou worden georganiseerd door België met de Mercator, die op dat moment langs de Stille Zuidzee voer in het kader van de opleiding van de Antwerpse zeevaartschool.

## Productie
In 1934 kreeg C.E.P. de distributie- en productiemaatschappij van Henri Storck en zakenman René-Ghislain Le Vaux, de opdracht van de Belgische Scheepvaartvereniging om het leven op de Mercator te verfilmen en om de Frans-Belgische expeditie naar Paaseiland op beeld vast te leggen. Storck had het te druk met andere projecten, en stuurde de Nederlandse cineast John Fernhout mee op de trip. Fernhout maakte de beelden tijdens het 21-daagse verblijf op het eiland en stuurde ze op naar Storck die het geheel monteerde. De twee hielden gedurende de reis contact via telegrammen en brieven waarin Fernhout uitgebreid laat weten wat hij gefilmd heeft en Storck op zijn beurt antwoordt met instructies voor het camerawerk. Het eindresultaat is een etnografische documentaire die zo eerlijk mogelijk wil overkomen. Dit is niet nieuw voor Storck die altijd al een grote sociale interesse had. Het exotische thema, het mysterie rond de kolossale beelden, de lichamen van de melaatsen, de onstabiele camera, de schitteringen op het water en de vervreemdende kadrering en close-ups verlenen aan de film ook een zekere surrealistisch geheel. 
In België werd de film gedistribueerd door Les Artistes Associés. De film kende ook succes buiten de landsgrenzen, namelijk in Zwitserland, Frankrijk en zijn kolonies en de Verenigde Staten. Het was namelijk de eerste keer dat er bewegende beelden van het mysterieuze eiland werden gemaakt en getoond.